# 达拉岗布寺
达拉岗布寺（威利转写：Dwags lha sgam po），略称“岗布寺”，是位于中国西藏自治区山南地区加查县县城以东的计乡西北约4公里处达拉岗布山山顶的一座藏传佛教达布噶举派寺庙，也是达布噶举派的祖寺，海拔4150米。

## 历史
该寺所在地梵文地名为“仙帝”，意思是“寂灭”，藏语称为“达拉岗布”，故该地有“仙帝达拉岗布”之称。
该寺由米拉日巴的大弟子、达布噶举派的祖师达布拉吉（其名字的意思是“来自达布的医生”，1079年-1153年）创建于1121年。　1150年岡波巴把岗布寺的座主职位传给了他的侄子贡巴楚木宁波（1116－1169年）。1153年，一代宗师达布拉吉圆寂。他去世后，达拉岗布寺座主职位，多由达布拉吉家族的出家人继承。该寺1959年后逐渐被毁，彻底毁于文革期间，1986年得到重建，恢复了部分殿宇，并恢复了宗教活动。
2002年7月至8月，在西藏自治区文物局的组织下，西藏博物馆、山南县文物局组成了达拉岗布寺考古队，共5人，对该寺进行了抢救性考古调查与清理，发掘出大量佛像、法器等。

## 建筑
达拉岗布寺，占地面积达10000平方米（东西长200米，南北宽50米）。该寺建筑东西向呈一线分布于山上，南临雅鲁藏布江，北靠山顶。主要建筑分为上下两层次，上层位于山顶，下层位于山腰。
山顶建筑有2处：
- 达布拉吉修行处：为达布拉吉当年修行之所
- 朱不德：为僧众修行之所

山腰建筑有：
- 塔林：位于山腰建筑群最西端。有4座噶当塔、2座擦康、1座菩提塔、1座天降塔，137座小型水泥八善逝佛塔。毁于文革期间，于1986年重建
- 曲康萨玛：位于塔林东侧约10米处。该寺原来规模最大的建筑，是该寺第四任法台堪布·多瓦增巴（1134年-1218年）于12世纪中后期所建，毁于文革期间。内有5座佛殿：
  - 强巴佛殿
  - 达布廓娃郎松殿
  - 曲吉多吉殿
  - 护法神殿
  - 达布拉吉殿
- 曲康宁玛：位于山腰建筑群中部，拉不让以南约20米。毁于文革期间。原供大型泥塑莲花生像。
- 拉不让：位于山腰建筑群中部，南临曲康宁玛，北临卓康。该处是高僧居住修行之所。
- 卓康：位于山腰建筑群中部，拉不让以北。“卓康”意为舒适之地。该处是高僧清修之所。
- 萨阿颇章：位于山腰建筑群最东端，距塔林约200米。由门廊、大殿、喇嘛拉康、护法神殿组成。毁于文革期间。
  - 喇嘛拉康：原供奉历代噶举派祖师像、佛像、法器等
  - 护法神殿
- 达旦拉珠拉康：位于山腰建筑群西部，西距曲康萨玛5米。1986年重修该寺时所建。

## 法座及活佛
该寺法座及活佛自达布拉吉之后，至今已分别传16代和10代。以下列出各代名称：

### 活佛
达布拉吉活佛、扎西朗杰活佛、贡布活佛、崔增罗布活佛、乌坚·准堆伦巴活佛、格桑·曲列朗杰活佛、土丹希珠活佛、嘎玛西珠活佛。